# Jiří Hanibal
Jiří Hanibal (Tàbor, 19 de febrer de 1929 – 22 d'agost de 2024) fou un director de cinema txec. Es va graduar a Tàbor i de 1948 al 1953 va estudiar a l'FAMU de Praga. Va començar a treballar per a la indústria cinematogràfica txecoslovaca com a ajudant de director amb Vojtěch Jasný, Karel Kachyňa, Zbyněk Brynych i Martin Frič. Fins al 1959 va treballar com a professor a la FAMU, després va treballar com a director de cinema als Estudis Barrandov fins al 1991, quan es va jubilar. Després va treballar com a escriptor autònom.

## Filmografia
- 1989 Útěk s Cézarem
- 1984 Láska s vůní pryskyřice
- 1983 Levé křídlo
- 1981 Neříkej mi majore!
- 1981 Víkend bez rodičů
- 1979 Čas pracuje pro vraha
- 1979 Neohlížej se, jde za námi kůň
- 1978 Leť, ptáku, leť!
- 1977 Podivný výlet
- 1976 Dobrý den, město
- 1975 Anna, sestra Jany
- 1974 Velké trápení
- 1973 Josef Suk
- 1973 Údolí krásných žab
- 1972 Dvě věci pro život
- 1971 Karlovarští poníci
- 1971 Velikonoční dovolená
- 1971 Z mého života (TV film)
- 1969 Hvězda
- 1968 Červená kůlna
- 1967 Dědeček, Kylián a já
- 1967 Dům ztracených duší
- 1967 Malé letní blues
- 1965 Škola hříšníků
- 1964 Povídky o dětech, povídka Kapr
- 1963 Smutný půvab (TV film)
- 1962 Život bez kytary
- 1960 Všude žijí lidé
- 1956 777-77
- 1956 Než loutky oživnou
- 1955 Nová směna
- 1953 Dárci života

## Obra literària
- 1975 Když pláče les – novel·la
- 1978 Narozeniny – novel·la
- 1987 Podivný rok ve městě T. – narració
- 1988 Návštěva – narració
- 2001 Balada o dívce a potulném muzikantovi – novel·la
- 2002 Život samá serpentýna – narració
- 2003 Blýskání na lepší časy – narració
- 2003 Konec časů medových – narració
- 2005 Život s chutí cyankáli
- 2006 S pečetí viny
- 2007 Úděl královský - narració de Václav II (ISBN 978-80-242-1864-9)
- 2007 Čáry života – narració (ISBN 978-80-7244-221-8)
- 2008 Velmož tří králů – narració històrica (ISBN 978-80-242-2081-9)
- 2011 Král a císař - narració històrica (ISBN 978-80-242-2964-5)